# Mu Sagittarii
Désignations
Mu Sagittarii (μ Sagittarii / μ Sgr), également nommée Polis, est une étoile multiple de la constellation du Sagittaire.

## Nomenclature
μ Sagittarii, latinisé en Mu Sagittarii, est la désignation de Bayer de l'étoile. Elle porte également la désignation de Flamsteed de 13 Sagittarii.
Polis est le nom propre de étoile, aujourd'hui approuvé par l’Union astronomique internationale (UAI). Il s'agit d'un mot copte signifiant poulain[citation nécessaire].
En chinois, 斗 (Dǒu), signifiant Louche, fait référence à un astérisme constitué de μ Sagittarii, φ Sagittarii, λ Sagittarii, σ Sagittarii, τ Sagittarii et ζ Sagittarii. Par conséquent, μ Sagittarii elle-même est appelée 斗宿三 (Dǒu Sù sān, la troisième étoile de la Louche).

## Propriétés
Les étoiles du système de Polis sont appelées Polis A à Polis E. Polis est à plus de 3000 années-lumière de la Terre.
La composante primaire du système, Polis A, est une étoile supergéante de type B ayant une luminosité totale valant 180 000 fois celle du Soleil et un rayon 115 fois supérieur à celui du Soleil. Sa masse est égale à 23 masses solaires et sa température de surface de 11 100 kelvins.
Polis A est une binaire à éclipses, portant le nombre total d'étoiles du système à six. La composante primaire est une supergéante de type spectral B8 et la compagne est une géante de type B2. La période orbitale de la binaire est de 180,55 jours. À cause de l'occultation de la primaire par la compagne, la magnitude apparente de Polis A varie entre +3,84 et +3,96.
Les autres composantes sont très faiblement liées au système de Polis.
| Composante | Magnitude apparente | Séparation de Polis A | Distance minimale à Polis A |
| ---------- | ------------------- | --------------------- | --------------------------- |
| A          | +3,84               | -                     | -                           |
| B          | +11,5               | 16,9″                 | 42 200 UA ou 0,67 al        |
| C          | +13,5               | 25,8″                 | 64 500 UA ou 1,02 al        |
| D          | +9,9                | 48,5″                 | 121 200 UA ou 1,92 al       |
| E          | +9,4                | 50,0″                 | 125 000 UA ou 1,98 al       |